# Xã Saratoga, Quận Howard, Iowa
Xã Saratoga (tiếng Anh: Saratoga Township) là một xã thuộc quận Howard, tiểu bang Iowa, Hoa Kỳ. Năm 2010, dân số của xã này là 262 người.